# Leh Keen
Lehman Keen dit Leh Keen, né le 22 juillet 1983 à Dublin (Géorgie), est un pilote automobile américain. Il a notamment participé à trois reprises aux 24 Heures du Mans, en 2010, 2011 et 2016.

## Carrière
En 2004, il pilote la Porsche 911 GT3 Cup (996) de Autometrics Motorsports en Grand-Am Rolex Sports Car Series.
En 2010, aux 12 Heures de Sebring, il remporte la catégorie GTC (Grand Touring Challenge).
En 2014, il est présent à Le Mans Classic pour piloter une Porsche 911 Carrera RSR de 1974.
En 2018, il est co-animateur de l'émission Proving Grounds sur NBC Sports.
En 2021, il effectue le record du monde de vitesse intérieur au volant d'un Porsche Taycan Turbo S (véhicule électrique).

## Résultats aux 24 Heures du Mans
Résultats de Leh Keen aux 24 Heures du Mans, :
| Année | Équipe                  | Coéquipiers                       | Voiture                | Catégorie | Tours | Pos. | Cat. pos. |
| ----- | ----------------------- | --------------------------------- | ---------------------- | --------- | ----- | ---- | --------- |
| 2010  | Hankook Team Farnbacher | Dominik Farnbacher Allan Simonsen | Ferrari F430 GTC       | GT2       | 336   | 12e  | 2e        |
| 2011  | Hankook Team Farnbacher | Dominik Farnbacher Allan Simonsen | Ferrari 458 Italia GT2 | GTE Pro   | 137   | Abd. | Abd.      |
| 2016  | Proton Competition      | Marc Miller                       | Porsche 911 RSR (991)  | GTE Am    | 50    | Abd. | Abd.      |